# تپه‌بور (جوانرود)
تپه‌بور، روستایی از توابع بخش مرکزی شهرستان جوانرود در استان کرمانشاه ایران است.

## جمعیت
این روستا در دهستان پلنگانه قرار دارد و براساس سرشماری مرکز آمار ایران در سال ۱۳۸۵، جمعیت آن ۲۹ نفر (۵ خانوار) بوده‌است.

## تپۀ باستانی
تپه‌ای باستانی در جوار روستای تپه‌بور قرار دارد که با نام «تپه پشت آبادی تپه‌بور» در زمستان ۱۴۰۲ به ثبت ملی رسیده‌است. طی گمانه‌زنی‌هایی که در این محوطۀ باستانی انجام شده، مواد فرهنگی متعلق به حدود ۵۲۰۰ سال پیش به دست آمده‌است.